# Patacão (gastronomia)

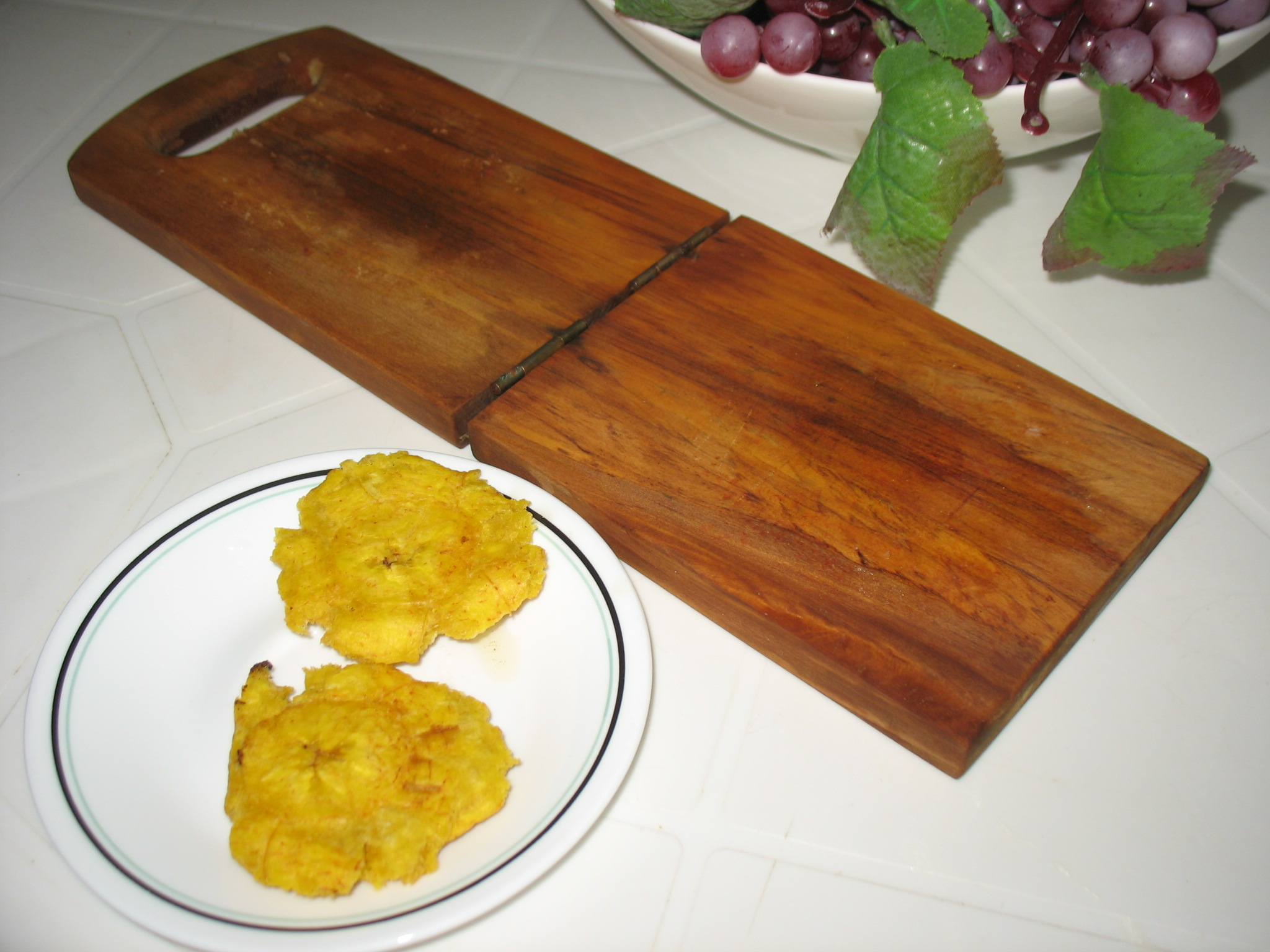
Patacoes e pataconeira.

O patacão (patacón em espanhol) é uma iguaria feita de pedaços de bananas verdes fritas. É um prato popular em muitos países americanos, como Equador, Colômbia, Panamá, Costa Rica, Venezuela, República Dominicana, Cuba, Porto Rico e Haití.
Em Nicaragua, Honduras, Cuba, Porto Rico, República Dominicana, Peru e Venezuela é mais bem conhecido sob o nome de tostones.